# 桂枝三郎 (3代目)
3代目桂 枝三郎（かつら えださぶろう、1960年10月25日 - ）は、京都市出身の落語家。本名は井上 與志浩。創作落語、古典落語の他、コントなども手がける。吉本興業所属。上方落語協会会員。森乃阿久太は弟。

## 経歴
京都府立嵯峨野高等学校卒業後、1979年3月11日に桂三枝（現：6代目文枝）に入門、桂三太となる。
1990年10月、三代目桂枝三郎を襲名。「枝三郎」は、大大師匠の4代目桂文枝の前名。